# Beta Tauri
Désignations
Beta Tauri (β Tau, Bêta du Taureau), également appelée par son nom traditionnel Elnath, est la deuxième étoile la plus brillante de la constellation du Taureau, avec une magnitude apparente de 1,65.
D'après la mesure de sa parallaxe annuelle par le satellite Hipparcos, elle est située à environ ∼ 134 a.l. (∼ 41,1 pc) de la Terre.
Comme l'étoile est située à la frontière du Taureau, avec le Cocher, elle possède également une désignation de Bayer redondante Gamma Aurigae (γ Aur), qui est de nos jours très rarement utilisée.

## Nomenclature, histoire et mythologie

### Du ciel gréco-arabe à l'UAI
.

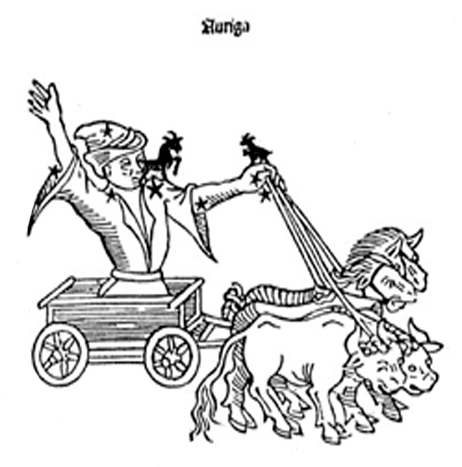
La figure du Cocher dans l’édition du Poeticon astronomicon d’Hyginus de 1482.

Elnath est le nom propre de l'étoile retenu par l'Union astronomique internationale (UAI). Il s'agit d'une création arbitraire, sous la forme Nath de Giuseppe Piazzi (1814), à partir de la transcription Nat’h donnée dans la traduction du زيجِ سلطانی  Zīğ-i Sulṭānī ou « Tables sultaniennes » d’Uluġ Bēg (1437) par Thomas Hyde (1665). Dans calendriers arabes traditionnels, le nom النطح al-Naṭḥ, « le Coup de corne », est en effet normalement affecté au couple α et β Ari, semblablement située sur la corne du Bélier. Chez les auteurs arabes, on trouve plus spécifiquement قرن الثور Qarn al-Ṯawr, « la Corne du Taureau » pour β Tau. Comme dans de nombreux (mais pas dans tous) noms arabes d'étoiles, l'article ال est translittéré comme el-, en dépit du fait que dans la prononciation arabe, il est lié avec le /n/ qui suit.
Kab dil Inan est un autre nom parfois attribué à β Tauri. C’est l’arabe كعب ذي العنّان Kaᶜb ḏī l-ᶜInnān, « le Talon du Cocher », qui est une appellation tardive née dans le cadre des constellations héritées des Grecs par les astronomes arabes au IXe siècle. Dans sa traduction du زيجِ سلطانی Zīğ-i Sulṭānī ou « Tables sultaniennes » d’Uluġ Bēg (1437), Thomas Hyde livre la transcription ‘Cab di’l Inân’ (1665), repris dans la transcription ‘Al Ḳa’b dhi’l’Inān’ par Richard Allen (1899) . Mais cette appellation avait déjà été saisie comme nom propre par Richard A. Proctor sous la forme Hab dhû l-Inan (1870), qui disparaît dans les éditions ultérieures, puis Kab dil Inan, Amand Freiherr von Schweiger-Lerchenfeld (1898),. Mais l’appellation Elnath donnée pour cette étoile dans le cadre de la constellation du Taureau a éclipsé de nos jours cette appellation dans le cadre celle du Cocher.

### en Mésopotamie
β Tau est mul.giš.GIGIR = Narkabtu, « le Char de guerre ou de parade », dès le début du 2e millénaire av. notre ère. On la retrouve dans la liste des étoiles de comput utilisée par les Journaux astronomiques, où elle est nommée ŠUR GIGIR šá SI, « la Boréale du Char » (β Tau), suivie par ŠUR GIGIR šá ULÙ, « l’Australe du Char » (ζ Tau). Ces étoiles et celles placées au-dessus d’elle, appartenant à GÀM = Gamlu, « l’Arme courbe », emblème du dieu Marduk. Selon une tradition conservée par Manilius et Teukros de Babylone, ce personnage serait en effet le conducteur du char (voir la constellation du Cocher dans une figure qui serait l’ancêtre de la constellation grecque Ἡνίοχος).

### En Chine
Beza Tauri est connue comme 五車五, soit la 5e étoile de l’astérisme Wuche, « les Cinq chars ».

## Propriétés
Par rapport au Soleil, cette étoile est remarquable par son abondance élevée en manganèse et sa pauvreté en calcium et en magnésium. Cette étoile a commencé à s'éloigner de la séquence principale, devenant une géante.